# Xã Red Stripe, Quận Stone, Arkansas
Xã Red Stripe (tiếng Anh: Red Stripe Township) là một xã thuộc quận Stone, tiểu bang Arkansas, Hoa Kỳ. Năm 2010, dân số của xã này là 340 người.